# Andrena accepta
Andrena accepta är en biart som beskrevs av Henry Lorenz Viereck 1916. Den ingår i släktet sandbin och familjen grävbin. Inga underarter finns listade i Catalogue of Life.

## Beskrivning
Huvud och mellankropp är övervägande svarta. Clypeus är emellertid helgul hos hanen, medan den hos honan endast har mindre gula partier. Båda könen har partiet mellan ögonen gult upp till antennfästena, och antennernas undersida är mörkröd. Vingarna är genomskinliga med gulbruna till svarta ribbor hos honan, gula till mörkröda hos hanen. Vingfästena är halvgenomskinligt gula hos båda könen. Tergiterna är mörka, med breda, genomskinliga till gulaktigt halvgenomskinliga bakkanter. Sterniterna är rödaktiga med även de genomskinliga bakkanter. Pälsen på huvudet och mellankroppen är ockrafärgad, övergående till gult till gulorange på mellankroppens ryggsida. Bakkroppens tergiter 1 till 4 har tunna, ockrafärgade hårband längs bakkanterna. Honan är 11 till 12,5 mm lång, hanen 9,5 till 12,5 mm.

## Utbredning
Andrena accepta förekommer i Nordamerika där den förekommer i större delen av USA, främst i västra delen, söderut till Louisiana, Texas och norra Mexiko.

## Ekologi
Arten är oligolektisk, den är specialiserad på blommande växter i familjen korgblommiga växter, främst släktet solrosor, men även grindelior, silfier, gullrissläktet, Machaeranthera och Chrysothamnus. Flygtiden varar från september till oktober.
Som hos alla sandbin gräver honan ett larvbo i marken. Detta består av en huvudgång, från vilken flera sidogångar avgrenar sig. I slutet på varje sidogång finns en larvkammare.